# Margit Slachta

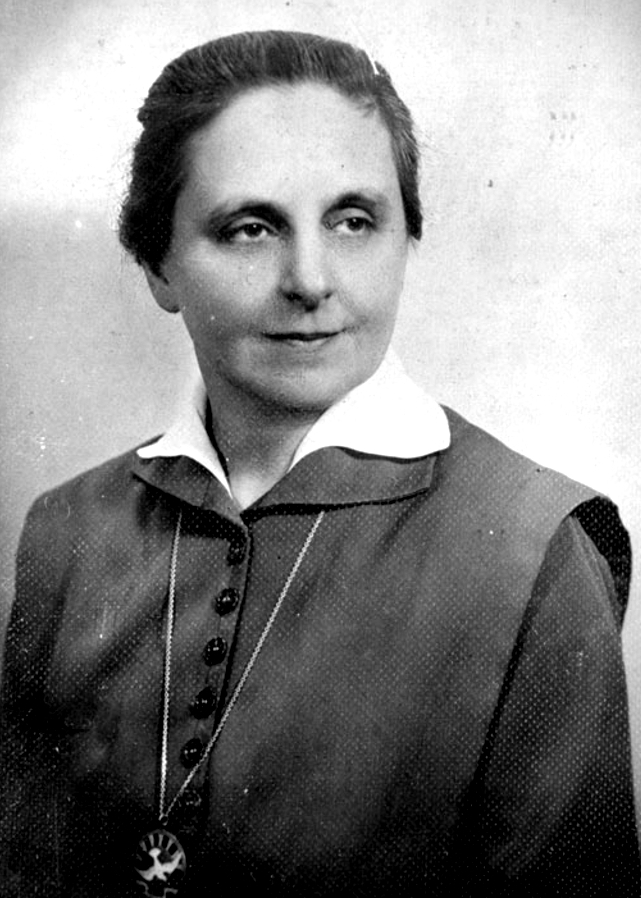
Margit Slachta (1946)

Margit Slachta (auch Margit Schlachta; * 18. September 1884 in Kassa, Österreich-Ungarn; † 6. Januar 1974 in Buffalo, New York) war eine ungarische Ordensgründerin und als katholische Politikerin die erste in das ungarische Parlament gewählte Frau. Während der deutschen Besetzung Ungarns durch die Wehrmacht (März 1944 bis April 1945) rettete sie vielen Juden das Leben. Postum wurde sie 1985 als Gerechte unter den Völkern geehrt und 1995 vom ungarischen Staat für ihren Mut ausgezeichnet.

## Herkunft und Ausbildung
Die Eltern von Margit Slachta hatten adelige Wurzeln. Ihr Vater Kálmán Slachta (1857–1936) hatte Vorfahren im polnischen Adel, ihre Mutter Borbála Saárossy von Sáros (1855–1936) war Tochter eines Grundbesitzers. Margit war das zweite von sechs Mädchen aus der Ehe ihrer Eltern. Ihr Vater leitete ab 1907 die Sparkasse von Kassa. Aufgrund seiner Geschäftspolitik musste sie Insolvenz anmelden. 1908 wanderte er mit seiner Frau und drei Kindern in die Vereinigten Staaten aus.
Margit Slachta besuchte von 1901 bis 1903 das Volksschullehrer-Seminar ihrer Heimatstadt, anschließend bis 1906 das Lehrerseminar der Missionsschwestern Unserer Lieben Frau in Kalocsa. Dort schloss sie ihre Ausbildung zur Realschullehrerin mit den Fächern Deutsch, Französisch und Geschichte ab. Bereits während ihrer Ausbildung ließ sich Slachta von der organisierten katholischen Sozialarbeit (Caritas) inspirieren, die in Ungarn um die Jahrhundertwende Fuß fasste. Sie schloss sich der Szociális Missziótársulat (Sozialmissionsgesellschaft) an, einem katholischen Orden, dem weltliche Aktivitäten erlaubt waren. Nachdem sie 1908 eine Studienreise nach Berlin unternommen und dort einen Lehrgang an der Sozialen Frauenschule absolviert hatte, gab sie ihren Beruf als Lehrerin auf, um sich ganz der Sozialarbeit zu widmen.

## Sozialarbeit, Publizistik, Politik
Ihre Aktivitäten konzentrierten sich zunächst auf Jugendarbeit und Gefängnisseelsorge. Zugleich betätigte Slachta sich publizistisch in Zeitschriften katholischer Organisationen und solchen der Sozialarbeit. Von 1915 bis 1920 gab sie das katholische Vereinsblatt A Keresztény Nő (Die christliche Frau) heraus, das 1918 zu Magyar Nő (Ungarische Frau) umfirmierte und sich nun als politisches Blatt verstand. Parallel zu ihren publizistischen Aktivitäten entwickelte sie Trainingsprogramme für Sozialarbeiterinnen.
Mit der Einführung von Frauenwahlrechten in Ungarn nach Ende des Ersten Weltkrieges begann die politische Karriere von Margit Slachta. Sie führte die Keresztény Női Tábor (Liga Christlicher Frauen) an, die weibliche Sektion der Christlich Demokratischen Partei. Bei den Nachwahlen zum ungarischen Parlament errang sie 1920 mit deutlicher Mehrheit ein Mandat als Kandidatin der anschließend regierenden Partei Keresztény Nemzeti Egyesülés Pártja (Partei der Christlichen Nationalen Vereinigung). Slachta war damit die erste Frau, die in Ungarn einen Parlamentssitz erringen konnte. Das Mandat hatte sie bis 1922 inne und konzentrierte sich in ihrer Parlamentsarbeit auf soziale Fragen und Frauenrechte. Aufgrund interner Differenzen innerhalb der Sozialmissionsgesellschaft über die Notwendigkeit politisch-parlamentarischer Arbeit erhielt sie von ihrem Orden nicht die Erlaubnis, erneut zu Parlamentswahlen anzutreten. Am 5. Mai 1923 schied Slachta zusammen mit weiteren Schwestern, die ebenfalls als zu radikal galten, aus der Sozialmissionsgesellschaft aus.

## Ordensgründung und Judenrettung
Bereits am 23. Mai 1923 gründete Slachta den Szociális Testvérek Társasága (Orden der Gesellschaft der Sozialen Schwestern). Das Amt der Oberin dieser Gemeinschaft übte sie bis 1963 aus. Sie bereiste zwischen November 1924 und Dezember 1926 die USA und Kanada und hielt dort Vorlesungen in ungarischer Geschichte. In den 1930er Jahren setzte sie in Ungarn die Ausbildung von Sozialarbeiterinnen fort und gab die Zeitschriften A Lélek Szava (Die Stimme der Seele, 1938–1944) und A Dolgozó Nő (Die arbeitende Frau, 1939–1944) heraus. Zudem wandte sie sich erneut der Politik zu – 1933 gründete sie die Partei Szentlélek Szövetség (Liga des Heiligen Geistes).
In den 1930er Jahren profilierte sich Margit Slachta als eine entschiedene Gegnerin faschistischer und antisemitischer Strömungen. Sie war beispielsweise eine der wenigen Stimmen, die sich 1938 und 1939 gegen die Verabschiedung der ungarischen Judengesetze erhoben. Im Sommer 1941 protestierte sie vehement gegen die Deportation „fremder“ Juden aus Ungarn nach Galizien, die von der ungarischen Fremdenpolizei vorangetrieben wurden und in das Massaker von Kamenez-Podolsk mündeten. Slachta bildete zusammen mit Károly Pakocs, Imre Szabó, György Apponyi und Erzsébet Szapáry ein Untersuchungsteam, das versuchte, nach Kamenez-Podolsk zu gelangen, um Berichte über das Massaker zu prüfen. Bis auf Szabó wurde ihnen jedoch der Zugang zur Region untersagt.
1942 machte sich Slachta in Bratislava selbst ein Bild von der zunehmenden Diskriminierung und Verfolgung sowie den beginnenden Deportationen slowakischer Juden. Anschließend forderte sie erfolglos in Briefen an hohe Würdenträger der katholischen Kirche in Ungarn und an Persönlichkeiten des weltlichen Lebens eine Intervention zugunsten der slowakischen Juden. Zwischen März 1942 und März 1943 wurden rund 58.000 slowakische Juden in die Vernichtungslager deportiert. Juden, die sich aus der Slowakei nach Ungarn retten konnten, bot Slachta zusammen mit ihren Ordensschwestern Unterkunft und Versteck. Als die Deportation der verbliebenen, rund 25.000 überwiegend getauften slowakischen Juden absehbar war, bemühte sich Slachta erneut um ein Einschreiten der Kirche. Aufgrund ihrer guten Verbindungen in liberalen und konservativen Kreisen gelang es ihr, eine Audienz bei Papst Pius XII. zu erhalten. Dieser forderte die sieben slowakischen Bischöfe schließlich auf, einen gemeinsamen, weitere Deportationen verurteilenden Hirtenbrief zu verfassen und in allen Kirchen der Slowakei verlesen zu lassen. Diese Verlautbarung vom 21. März 1943 stoppte zusammen mit weiteren Faktoren die Deportationen bis auf weiteres.
Nach dem Überfall auf die Sowjetunion im Juni 1941, an dem sich Ungarn beteiligte, protestierte Slachta gegen die vieltausendfache Zwangsrekrutierung von Juden für den sogenannten Arbeitsdienst in der ungarischen Armee. Juden waren dort zu Arbeiten gezwungen, die mit einem hohen Verletzungs- und Todesrisiko verbunden waren.
Nach dem Einmarsch der Wehrmacht in Ungarn entwickelten sich die Einrichtungen des Ordens der Gesellschaft der Sozialen Schwestern für Juden zu Zufluchtsorten. Bereits kurz nach dem Einmarsch hatte Slachta die Schwestern ihrer Gemeinschaft darauf eingeschworen, den bedrohten Juden beizustehen. Nach Schätzungen half der Orden rund 900 bis 1000 jüdischen Männern, Frauen und Kindern in Budapest und auf dem Lande, sich den drohenden Deportationen durch Verstecke oder Beschaffung falscher Papiere zu entziehen. Ein Ordensmitglied, Sára Salkaházi, bezahlte 1944 in Budapest für ihre Bemühungen um die Rettung der Juden mit ihrem Leben. Sie wurde 2006 seliggesprochen.

## Nachkriegszeit und Exil
Nach dem Ende der deutschen Besatzung im Jahr 1945 erhielt Slachta als unabhängige Kandidatin auf der Liste der Polgári Demokrata Párt (Zivile Demokratische Partei) ein Parlamentsmandat. 1947 gelang ihr die Wiederwahl, diesmal als Kandidatin der Keresztény Női Tábor (Liga Christlicher Frauen). Auch in der Nachkriegszeit rückte sie nicht von ihren christlichen Überzeugungen ab. Aufgrund ihres antisowjetischen und antikommunistischen Standpunktes wurde sie von vielen Parlamentariern als Repräsentantin einer untergegangenen Epoche abqualifiziert. Ihre Parlamentsreden wurden häufig unterbrochen, nicht selten mit verächtlichen und vulgären Zwischenrufen. Am 16. Juni 1948 hielt sie ihre letzte Rede im Parlament. Sie sprach sich gegen die geplante Verstaatlichung der kirchlichen Schulen aus. Aus Protest gegen die Parlamentsentscheidung blieb sie sitzen, als zum Ende der Sitzung die Nationalhymne angestimmt wurde. Dieses Verhalten wurde mit einem einjährigen Ausschluss von allen parlamentarischen Sitzungen quittiert.
1949 verweigerten ihr die Behörden, erneut für das ungarische Parlament zu kandidieren. Aus Furcht vor einer Verhaftung flüchtete sie in ein Kloster der Dominikaner. Trotz der drohenden Inhaftierung erschien sie am 15. Mai 1949 an der Wahlurne, verließ jedoch am 22. Juni 1949 das Land. Sie reiste unter dem Namen Etelka Tóth in die Vereinigten Staaten ein.
Slachta arbeitete im amerikanischen Exil mit dem Pseudonym Borbála Nemes für Radio Free Europe und nutzte aus Angst vor den ungarischen Behörden in ihrer Korrespondenz den Decknamen Margit Nemes. 1951 ging sie nach Wien in der Hoffnung, sie könne nach Ungarn einreisen. Als sich diese Hoffnungen zerschlugen, kehrte sie am 5. Mai 1953 in die USA zurück, diesmal unter ihrem richtigen Namen.
Sie starb Anfang 1974 in ihrem neunzigsten Lebensjahr und wurde zunächst in Buffalo beerdigt. Am 26. Oktober 2021 wurde sie exhumiert und am 7. Dezember auf den Fiumei Úti Sírkert in Budapest umgebettet.

## Ehrungen

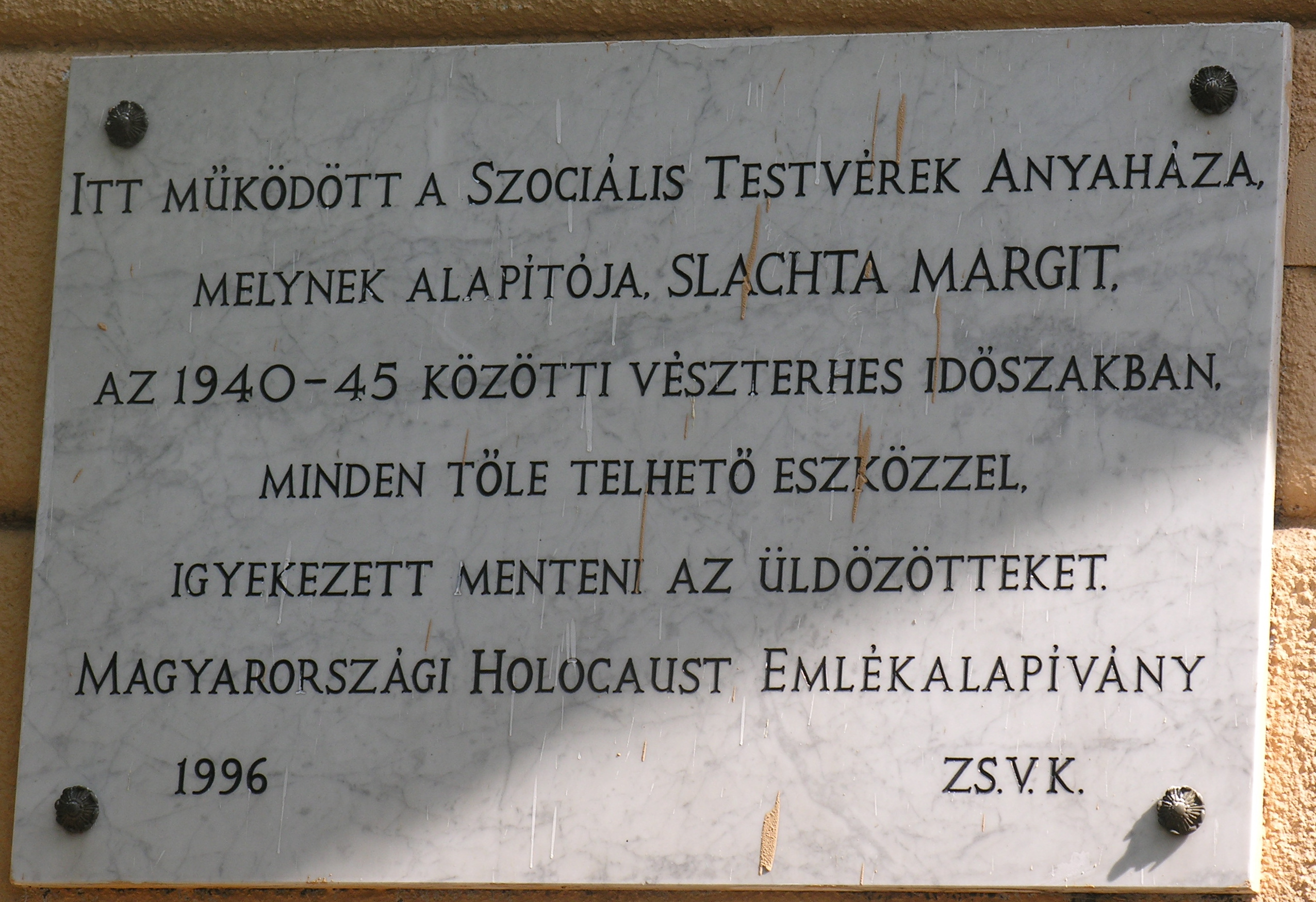
Gedenkplatte in Budapest zur Erinnerung an Margit Slachta und den von ihr gegründeten Orden

Wegen ihres Einsatzes für bedrohte Juden wurde Margit Slachta 1985 als Gerechte unter den Völkern ausgezeichnet. Zehn Jahre darauf ehrte sie der ungarische Staat für ihre Tapferkeit.
In Budapest ist der Kai entlang des Donauufers auf der Budaer Seite zwischen den Brücken Árpád-híd und Margit-híd nach ihr benannt. Die ungarische Hauptstadt ehrt mit der Benennung der Kai-Abschnitte Personen, die während des Holocausts Juden gerettet hatten (u. a. Raoul Wallenberg, Carl Lutz, Angelo Rotta).